# روسن کیریلوف
روسن کیریلوف (بلغاری: Росен Кирилов؛ زادهٔ ۴ ژانویهٔ ۱۹۷۳) بازیکن فوتبال اهل بلغارستان است.
از باشگاه‌هایی که در آن بازی کرده‌است می‌توان به باشگاه فوتبال آدانااسپور، باشگاه فوتبال زسکا صوفیه، و باشگاه فوتبال لیتکس لووچ اشاره کرد.
وی همچنین در تیم ملی فوتبال بلغارستان بازی کرده‌است.